# زنی برای نظاره
زنی برای نظاره (ایتالیایی: Una donna da guardare) یک فیلم اروتیک ایتالیایی است که در سال ۱۹۹۰ منتشر شد. از بازیگران این فیلم می تاوان به پاملا پراتی، جرج آردیسون و چینتسیا د کارولیس اشاره کرد.